# Традиционална медицина
Традиционална медицина је здравствена пракса, приступи, знања и веровања која се односе на препарате биљног, минералног или животињског порекла, духовну терапију, као и мануалне технике и вежбе које се примењују појединачно или у комбинацији у сврху лечења, дијагностиковања и спречавања болести, односно ради очувања добробити. Овај термин и његову дефиницију у званичну употребу је увела Светска здравствена организација (СЗО).
У стручној јавности иако се, најчешће, глобално користи акроним комплементарна и алтернативна медицина (КАМ) (енгл. CAM -complementary and alternative medicine), КАМ се односе на велики број у пракси примењених облика здравствене заштите, који нису део сопствене традиције те земље и нису интегрисани у доминантни систем здравствене заштите.
У суштини ради се о три синонима, који се међусобно разликују по различитим нагласцима. Термин традиционална медицина има нагласак на древним терапијама које су својствене одређеним културама, и дословно говорећи, он не подразумева нове терапијске системе и праксе новије или сличне природе. Термин комплементарна медицина првенствено указује на одређен степен мајоризације, односно на могућност да се одређени комплементарни системи и праксе користе као допуна терапијских процедеура званичне медицине. Термин алтернативна медицина има нагласак на терапијским системима и методама који су израз холографске парадигме, што значи да су засновани на виђењима света и човека који су другојачији од модерне картегијанске парадигме
Како су савремена медицинска истраживања показала, већина људи међу којима је велики број образованих па и лекара, када у једном тренутку свог живота постану болесници, с времена на време одлучују се: да затраже помоћ традиционалне медицина и њених лекова. И тада савремени човек почиње да користе методе древних терапија, заснованих на вишевековном искуству, некада старих народа.
Очигледно, да човек који је створио, савремену цивилизацију и данас живи у несавршенством свету. У свету у коме не постоји идеалан лек и лекар који је толико сигуран да може да излечи све његове патње и болести. Забринут за своје здравље, човек често мисли да негде тамо, иза планина, мора да постоји „неко и нешто“ што може у њему излечити све; на брз, јефтин и безболан начин. Да ли је то истина? На то делимични одговор треба да да и ова страница.

## Појмови
Магијска медицина

Смејати се над заблудама традиционалне медицине насталим у прошлости значи смејати се се самом себи. Јер ако нас историја медицине може нечему научити онда је то перменентна потреба човека да схвати, имитира, примени и мења своја сазнања о методама лечења.

Прве зачетке традиционалне медицине налазимо у магијској медицини. Овај облик лечења био је заснован на магији – чаролији, враџбинама, вештини потчињавања вољи тајанствених сила природе, духова и демона, или веровању да човек својим речима и чинима може утицати на ток природних догађаја, па тако и на ток болести и заштиту од њих.
Анимистичка медицина
На веровању да нека невидљива духовна бића, аниме (анима – душа, дух), утичу на судбину човека па тако и на његов живот, здравље и болест, заснивала се анимална медицина. Она је подразумевала лечење засновано на ритуалима и техникама чији је циљ био да се умилостиве духови – аниме, зли дуси који угрожавају здравље и живот.
Теургијска медицина
Теургија (чин, чаролија, способност чињења чуда, видовитост), своје принципе лечења заснивала је на упражњавају молитве помоћу којих се покушавало заштитити здравље или постићи излечење болести.
Етномедицина или народна медицина
Скуп искустава и њихова практична примена на очувању здравља, продужењу живота, спречавању и лечењу болести које је сам народ открио назива се етномедицина или народна медицина. Ова знања су стицана искуством и преносила су се са поколења на поколење, прво усменим, а потом и писменим путем. То је искуствена, емпиријска медицина, до извесне мере и стручна, али најчешће прожета мистиком, сујеверјем, и конзервативним идејама, што је давало простора да се у оквиру ње инфилтрира магија, надрилекарство, шарлатанство које је тешко одвојити једно од других.
Научна медицина
Као посебна област природних наука у другој половини 19. века развила се научна медицина која користи научна достигнућа у очувању здравља, спречавању болести и њиховом лечењу.

## Историјат, теорије и концепти система традиционалне медицине
Традиционална медицина има дугу историју, и зато је она збир вишевековних знања, вештина и на пракси заснованих теорија, веровања и искустава, пореклом из различитих култура, без обзира да ли се њихови принципи који се користи у одржавању здравља, превенцији, дијагностици, побољшању или лечење физичких и менталних болести могу објаснити или не. Традиционална медицина заснована је на целовитим системима теорије и праксе који су развијани независно или паралелно са званичном медицином. Многи од ових система коришћени су у појединим земљама широм света знатно пре настанка званичне медицинске праксе.
Холизам је кључни елемент свих система традиционалне медицине, зато што се теорија и концепати превенције, дијагностике, побољшање и лечење болести у традиционалној медицини кроз историју ослањао на холистичком приступ оболелој особи, и поремећају, третирајући га методама физичке, емоционалне, менталне, духовне заштите и заштитом животне средине или свим методама истовремено.
У циљу постизања резултата, већина система традиционалне медицине користи биљне лекове или поступке засноване на традиционалној терапији, заједно са одређеним правилима понашања и промоцијом здраве исхране и здравих навика.
Најопасније су веома присутне праксе „алтернативне медицине“ усмерене на лечење малигних болести, на које медицина још нема задовољавајући облик лечења. Према истраживањима, око 31% оболелих од канцера користе неку врсту алтернативног лечења, што је драматична јер се шансе излечења од канцера умногоме увећавају уколико се са лечењем почне што је могуће раније, односно одмах после потврђене дијагнозе. Тако корисници „алтернативне медицине“ неретко изгубе драгоцено време на неефикасне „алтернативне“ терапије што резултује трагичним последицама.
Техника лечења или лек делују или не делују – били они „алтернативни“ или не. Међутим за разлику од „алтернативне медицине“, наука и, примењена медицина усавршиле су управо технике демаркације између праксе која је делујућа или то није.
Одбијајући научни метод као средство провере корисности извесне праксе у лечењу, „алтернативна медицина“ одбија шансу провере истинитости својих навода – што оправдано наводи на сумњу у њене добре намере. Не постоји ваљана алтернатива проласку кроз научно вођене тестове и статистичку потврду   и самим тим присуство или одсуство научног метода представља карактеристику од фундаменталног значаја за вредновање одређене праксе лечења.
Званична медицинска наука због одуства провере истинитости навода, одбацује већину поступака традиционалне (алтернативне и комплементарне) медицине и проглашава их за парамедицинске. Мада класична медицина као и традиционална медицина имају исти племенити циљ да помогну, да излече оболелог. У остварењу овог узвишеног циља оне би требало да сарађују. Медицинска наука, без обзира на недостајуће и потпуне доказе о ваљаности поступака традиционалне медицине, мора пажљиво да их истражује и, након валоризације, да их уграђује у свакодневну праксу.

### Миленијумска транзиција традиционалне медицине
Током миленијумске транзиције, без обзира на званични став медицине, у последњој трећини 20. века традиционалне (алтернативне, комплементарне) медицине у развијеним земљама света постаје израз цивилизацијског мегатренда у оквиру кога се одвија транзиција Модерне у Постмодерну. Томе свакако погодује и чињеница да већина људи још не мисли научно, филозофски или уметнички и своје судове доноси на основу површног свакодневног искуства, не обазирући се нанаучне појмове и моралне принципе. Зато већина свакодневних мисли и осећања просечног човека спада у део несистематичне друштвене свести, а само мањи део улази у састав науке, филозофије, уметности или етичких принципа. У таквим условима, у наведеном периоду алтернативна медицина је све више попримила квалитете посебног ентитета, са сопственим институцијама, признатим од стране грађана, законодавне и изврне власти, здравства и јавности уопште што је снажно утицало на њену све већу трансформацију од маргиналне предузетничке активности у део корпоративне економије. Лечење биљем је постало најпопуларнији облик традиционалне медицине и веома уносан посао на међународном тржишту у 21. веку. Годишњи приход традиционалне медицине у западној Европи достигао је 5 милијарди долара у 2003. и 2004. У Кини приходи од продаје производа траиционалне медицине у 2005. износили су 14 милијарди долари. Приход од биљних лекова у Бразилу био је 160 милиона долара у 2007.
Живот је заправо озбиљна игра уклапања у своје место. Неуспех проналажења себе у реалном животу води до неразумевања, лажи и индивидуалне патње. Разматрајући однос између научне и традиционалне медицине, многе присталице традиционалне медицине постављају питање коме служи научник у биомедицинском наукама? Памтимо многа врхунска научна открића у хуманој медицини (кажу заговорници парамедицине) која су послужила као средство за нехумано деловање, злоупотребу чак и деструкцију. Догађало се и то да ономе ко наручи истраживање не одговарају резултати и зато их не објављује, па су понекад врхунски лекари у конфликту између теорије од које полазе и резултата које добију, па прибегавају компромисима или манипулацији медицинским подацима. Зато је примена метода традиционалне медицине у сталном порасту, посебно у најразвијенијим земљама попут Немачке, Канаде, Француске, Аустралије, САД, Уједињеног Краљевства итд. Разлози пораста популарности традиционалне медицине су сложени и нису до краја истражени. Нека разматрања указују да поред разних мотивационих чинилаца из индивидуалне сфере, значајну улогу играју социјално-политички фактори, недовољна едукација и здравствена просвећеност, као и немогућност савремене медицине да реши све здравствене проблеме оболелих.
Током 20. века називи за незваничну медицину мењали су се; од надрилекарства (почетком века под надрилекарством су се углавном подразумевале праксе народне медицине) преко алтернативне медицине седамдесетих година до комплементарне медицине деведесетих, што на неки начин сведочи о процесу све већег јавног прихватања и признавања незваничне медицине у овом веку. То заправо указује да је прихваћен одређен степен мајоризације, односно могућност да се одређени комплементарни системи и пракса користе као допуна терапијских процедеура званичне медицине.
Маја месеца 1997. Европски парламент усвојио је Резолуцију о неслужбеној медицини, којом је препоручио укључивање основа незваничне медицине у службену едукацију лекара и подржао даља истраживања у том правцу. Овакав став Европског парламент, али и многих других законодавних институција широм света помогао је даљем утемељивању и ширењу традиционалне медицине доприносећи њеном институционалном развоју, тј увођењу институција традиционалне медицине које су парлелне са институцијама званичне медицине.
Развој традиционалне медицине пратило је и покретање бројних међународних научних часописа посвећених традиционалној медицини, оснивање националних центара за традиционалну медицину попут «Фондације за интегралну медицину» у Великој Британији и «Националног центра за алтернативну Медицину» у САД, Немачкој, оснивање све већег броја веб-сајтова посвећених зтадиционалној медицини. Све већи број медицинских факултета у свету уводи у наставне програме предмете посвећене традиционалној медицини и алтернативним терапијама.
Проблеметичност појединих ставова о оба облика медицине (традиционалне и савремене) је подједнако присутна, па је и код научних истраживања и приликом разумевања и примене научних медицинских сазнања могуће злоупотреба и извртање стварности, што веома вешто у својим ставовима користе присталице традиционалне медицине. Ипак, несмемо одустати од научних доказа и у једној и у другој медицинској области, јер нема другог пута долажења до истине.

### Традиционална медицина у 21. веку
У 21. веку настављен је „драматични талас“ популарности различитих дисциплина традиционалне медицине у неким азијским и афричким земљама, у последњих тридесет година. И до 80% становништва у примарној здравственој заштити користи услуге традиционалне медицине (нпр 75% становништва у Малију и 70% у Мјанмару зависи од традиционалне медицине и њених практичара у примарној здравственој заштити).
Такође значајно је повећано интересовање за традиционалну медицину и у многим развијеним земљама. На пример, 70% становништва у Канади и 80% у Немачкој користи неки од облик алтернативне или комплементарне медицине (нпр. акупунктуру, масажу итд). Преваленца посета практичарима КАМ порастао је у Ирској са 20% у 1998. на 27% у 2002. Слични подаци добијени су и на међународном нивоу. Највећи број Ираца тражило је услуге КАМ због јаког бола, анксиозности или депресије.
Светска економска криза с краја прве деценије 21. века, и безброј нерешених проблема у здравственој заштити становништва многих земаља света (укључујући и развијене земље попут САД) приморао је кориснике здравствених услуга да због несташице новца или због његовог преусмеравање на друге животне потребе све више користе „приступачније“, традиционалне (алтернативне и комплементарне) облике здравствене заштите.
Стопа здравствено неосигуране деце у свету је у сталном порасту због погрешне политике законодаваца који се „боре“ против проширења јавног осигурања и незапослености родитеља. Само у САД у 2008. стопа здравствено неосигуране деце пала је на најнижи ниво од 1987. и износила је око 7,3 милиона деце без здравственог осигурање.
У истраживању спроведеном у Џонс Хопкинс дечјем центру у Балтимору, процењује се да је 17.000 деце у САД можда непотребно умрло током последње две деценије, јер нису имала здравствено осигурање, а родитељи су били принуђени да користе алтернативне и комплементарне методе лечења. „Давид Ц. Чанг, коаутор, педијатријских истраживања спроведеног у овом центру, тим поводом изјавио је; "Не могу замислити ни један медицински третман који има тако драматичан утицај на здравље деце као што то може имати недостатак зравственог осигурања, ".
Здравствени трошкови у 21. веку су огромни за хиљаде људи. Многи су без посла и без икакве надокнаде за живот. Ти људи се окрећу традиционалним облицима лечења ... Национални центар за алтернативну и комплементарну медицину САД (NCCAM) , износи податак да су око 38% одраслих и 12% деце, данас корисници традиционалних терапијских метода лечење бола. У Америци се годишње троши и до 34 милијарди долара на алтернативну терапију.
Федерално истраживање у САД, спроведено 2007. открило је да готово 5 милиона Американаца користи хомеопатске лекове, направљене од супстанци, као што су јетра патке, тешки метали (арсен, олово), разни екстракти биљака (отровни бршљан), растворени у води у немерљивим количинама. За разлику од вакцина или лекова који се издају искључиво на рецепт и морају имати јасну декларацију о саставу и битним карактеристикама, хомеопатски лекови, који се према службеним подацима у САД годишње продају за више од 200 милиона долара, најчешће не поседују податке о њиховој безбедности и нежељеном дејству, и по правилу на паковању немају означен списак састојака и податке о условима коришћења.
Упркос недостатку доказа о ваљаности хомеопатских лекова, све већи број Американаца, како је то наведено у анкети коју је спровео Вашингтон Пост ... "користи ове лекове за борбу против многих болести, укључујући и туморе, артритис, херпес и грип док је у међувремену, у свету покренута агресивна кампања против хране и лекова који су без одобрења или немају доказе да су ефикасни у лечењу болести..."
Студија објављена у часопису за јавно здравље, САД "...о односима између статуса осигурања и смртности деце..." износи податак да су деца и до 1,6 пута у већем ризику да умру од деце која поседују здравствено осигурање ... „При томе студија није обухватила децу која су умрла изван болнице или након напуштања болнице, што значи да је смртиност међу неосигураном децом вероватно чак и већа.“
Традиционалне (алтернативне и комплементарне) медицине данас постоји раме уз раме са модерном медицинском праксом, иако је често у супротности са њом. То је првенствено због тога што њене методе веома често нису у складу са оним што је савремена наука зна о узроцима настанка болести, болестима и шта се сматра најефикаснијим медицинским обликом лечења. Они који користе и верују у рад традиционалних (алтернативних и комплементарних) медицинских ординација, своја сазнања о њима стекла су од многих генерација и других особа које су користиле њихове третмане. У традиционалној медицини нагласак се даје равнотежи и „хармонији“ у телу, јер је тело повезано са земљом и космос што је веома важно у процесу лечења и зато постоји веровање у традиционалној медицини да болест треба лечити свим расположивим ресурсима. Биљни препарати, молитва, магија, дијета, вежбање, и правилан друштвени односи су одржива средства у настојању да се сачува здравље.
Историски гледано, за јавно здравље и његову праксу у 21. веку велики значај има;
- свест о различитостима односа према здрављу,
- веровање у искуства која се могу стећи од оних који користе традиционални приступ народној медицини,
- спсобност елиминације осуде оних који тај приступ користе,
- сазнање да данашња медицинска пракса, данас, ради ефикасно на основама различитих традиција народне медицине са којима се свакодневно сусреће у својој пракси.[35]

### Стандардизација система традиционалне медицине
Алтернативна медицине (што укључује и традиционалну) не заснива се на објективној истини.
Међутим, медицина није биомедицинска наука (или трагање за објективном истином), него уметност-вештина лечења болесника.
Објективна истина јесте важна, али за оболелог није најважнија.
Болесник је субјективан, може се рећи да је ирационалан - а ирационална особа тешко може да буде потпуно рационална.
То објашњава зашто алтернативна медицина налази простор за своје деловање.

Различите методе и технике традиционалне медицине развијане су у различитим културама, различитим раздобљима људске цивилизације у различитим регионима, без паралелног развоја општеприхваћених међународних стандарда и одговарајућих методе за оцену резултата традиционалне медицине. Зато су се широм света јављаили захтеви да СЗО обезбеди нормативе за рад традиционалне медицини и, утврди процедуре, којима ће се спровести истраживања и евалуација појединих метода и области традиционалне медицине. Владе многих земаља и истраживачи, такође су све више захтевали од СЗО да обезбеди и стандарде, техничке смернице и редовно објављује информације по тим питањима.
Током 1991, СЗО је студиозније почела да развија и објављује низ техничких смерница као што су; „Смернице за процену биљних лекова“, „Смернице за истраживање и процену безбедности и ефикасности биљних лекова“, „Смернице за клиничка истраживања акупунктуре“ итд. Међутим, ове смернице и даље нису биле довољне да покрију све области и многе изазове и проблеме у истраживању и евалуацији традиционалне медицине.
Зато је 1997, уз подршку Националног центра за комплементарну и алтернативну медицину, Националног института за здравље, Бетесда, МД, САД, СЗО развила нацрт »Општих смерница за методологију истраживања и вредновање традиционалне медицине СЗО« . Од тада, нацрт је ревидиран четири пута, а смернице су финализиране на консултацијама чланица СЗО у априлу 2000, у Хонгконгу, Кина, уз подршку Владе Хонгконга. Опште смернице СЗО (енгл. General Guidelines for Methodologies on Research and Evaluation of Traditional Medicine) су примарно фокусиране на безбедност и ефикасност традиционалне медицине, са циљем да дају одговоре на неке изазове и питања која се тичу основних доказа о оправданости примене појединих метода традиционалне медицине. Требало је да оне такође разјасне разлоге примене одређенеих метода које су нејасно дефинисане. Смернице представљају неку врсту општеприхваћених међународних прописа за оцену »биљне медицине«, као и да препоруче нове приступе за спровођење клиничких истраживања, нпр помоћу QOL-упутства СЗО  (енгл. WHOQOL-user manual) у осталим областима традиционалне медицине.
Не може бити никакве сумње да ће »Опште смернице за методологију истраживања и вредновање традиционалне медицине СЗО« постићи свој циљ и намену и побољшати квалитет и веродостојност истраживања у традиционалној медицини у 21. веку. Иако су смернице СЗО пажљиво развијене и модификоване, од стране разних стручњака и националних здравствених институција и законодавне власти широм света, још увек може бити и других питања, мишљења и ставова о појединим методама традиционалне медицине.

### Систематизација
У данашњој пракси постоји преко 40 хетерогених дисциплина у оквиру традиционалне медицине, али их НЦКАМ САД на основу терапијског приступа класификује у пет основних категорија или домена. То су:
- Алтеративна медицина,
- Медицина ума и тела,
- Биолошки заснована пракса,
- Технике засноване на манипулацији тела
- Биоенергетска пракса.

Посебна Радна група за традиционалну (комплементарну и алтернативну) медицину Министарства здравља Србије, која је дала предлог о коначној форми Правилника о ближим условима, начину и поступку обављања метода и поступака традиционалне медицине, стала је на становиште да све легализоване методе традиционалне медицине треба сврстати у две групе: терапијске методе и методе унапређења здравља. Из разлога везаних за форумулације којима је дефинисана традиционална медицина у Закону о здравственој заштити на који се правилник ослања, међутим, термин методе унапређења здравља који у Закону није био наведен, замењен је термином методе рехабилитације. Систематизација легализованих метода традиционалне (комплементарне и алтернативне) медицине, наведена у овој табели направљена је ради веће прегледности и не искључује друге врсте подела и груписања.
Систематизација метода традиционалне (комплементарне и алтернативне) медицине у Србији 
| Методе дијагностике и лечења | Методе рехабилитације (за унапређење здравља) |
| --- | --- |
| Ајурведа, Акупунктура, Квантна медицина, Кинеска традиционална медицина, Макробиотика, Примењена кинезиологија, Рефлексологија, Сегментна терапија, Суђок, Традиционална домаћа медицина, Туина, Фитотерапија, Хиропрактика, Хомеопатија, Шиацу | Апитерапија, Ароматерапија, Детекција штетних зрачења, Духовна енергетска медицина, Енергетска терапија, Јога, Породични распоред, Реики, Таи чи чуан, Ћи гонг |

## Алтернативна медицина

### Традиционална кинеска медицина
Традиционална кинеска медицина (ТКМ) је појам који служи да означи традиционални дијагностичко-терапијски систем лечења развијен у Кини. Овај термин се примењује однедавно, у Кини и другим земљама света да би се њиме означили специфични начини лечења који се примењују у дугој историји кинеске медицине старој преко 5.000 година, који последњих 50 година доживљава све већу глобализацију у свету.
Главни принцип одржавања равнотеже у телу, по схватању традиционалне кинеске медицине, оглада се у балансу две међусобно супротстављене силе јин и јанг. Јин је оличење хладног, спорог и пасивног принципа, док јанг представник топлог, ексцитирајућег и активног принципа. Основна поставка по схватању традиционалне кинеске медицине, је да се здравље постиже уравнотеженим односом јина и јинга, док свака њихова неуравнотежаеност за последицу има настанком болести. Неравнотежа између јина и јанга доводи до ометања протока виталне енергије - qu (у преводу чи) и крви дуж путева познатих као меридијани. Терапијски поступци који се заснивају на коришћењу лековитог биља, акупунктуре и масаже, треба да помогну да се успостави проток (qu-чи ) и крви дуж меридијана, чиме се постиже равнотежа и оздрављење организма. Лечење у ТКМ заснива се на успостављању нарушене равнотеже у телу појединца, те је и дијагностика и терапија углавном индивидуална
Терапијски третмани у ТКМ подразумевају примену: акупунктуре и моксибустија (стимулација акупунктурних тачака паљењем траве мокси на њима), кинеске материје медике (према каталогу природних продуката које користи ТКМ), масаже и манипулације тела.

### Супротстављени ставови о теорији традиционалне кинеске медицине
Традиционална кинеска медицина је огромна колекција никада доказаних, кроз време поштованих теорија од стране многих људи који су је примењивали са значајним степеном успешности.
До сада, та њена успешност, никада није у потпуности доказана или објашњена, или бар не у мери која је потпуно прихватљива за ортодоксне, западне научнике, који користе ортодоксне, западне, истраживачке технике.
Оно што је потребно за њено доказивање је нова парадигма; нови начин гледања, закључивања и тумачење, свих доказа и запажања о процесима болести и здравља… јер постоје појаве (или феномени) који се не могу у потпуности објаснити биомедицинском науком данашњице.

Заговорници постојања јин и јанг сила, и чи енергије тврде да ове силе и енергије постоје у телу, али и у свим предметима у свемиру. Ово је интересантна теорија и има потенцијал да изазове револуцију у физици и медицини - ако је истинита. Физика тренутно познаје само четири силе. Слабу и јаку нуклеарну, електромагнетну и гравитациону. Стога је вероватније да се ради о јин и јанг енергијама, а не силама. Како би могли да проверимо да оне, заједно са чи енергијом заиста имају ефекте за које се тврди да имају?
Прво је потребно да смо способни да идентификујемо ове енергије, демонстрирамо њихово постојање, покажемо неке мерљиве ефекте њиховог присуства, и демонстрирамо начин на који их контролишемо. Без ових основних тачака, ми само размишљамо о идеји - да постоје такви облици енергија. Друго, након што смо демонстрирали њихово постојање, потребно је да покажемо везу између ових енергија и одређених предвидљивих промена у људском телу. На пример, мерљиву промену стања пацијента након пријема ових енергија. Треће, потребно је да знамо одакле ове енергије долазе, како се преносе, како се складиште, обзиром да је све ово познато за све остале облике енергија. Четврто, потребно је да образложимо како знамо све те ствари. Ово је неопходно да би могли да осигурамо да приметимо када неко нешто погреши.
Нажалост, по све четири тачке, заговорници постојања ових енергија не нуде довољно уверљиве доказе. Нема адекватних доказа о постојању јин и јанг, нити чи енергије, има доказа о њиховим ефектима, али не и јасних чињеница о физиолошким механизмима њиховог настанка, које треба доказати у мултицентричним контролисаним студијама. Такође нема предлога како могу бити мерене или локализоване, нити конвертоване у остале облике енергија, а једини извор сазнања су стари записи, и истраживања новијег датума која нису у потпуности валидним доказима документована. Обзиром да ове енергије не можемо измерити, нити показати њихове ефекте, не можемо да их повежемо са било којом последицом у људском телу, то значи да не можемо само на основу древних текстова да тврдимо како оне уопште постоје.
Медицина није потврдила хипотезу о концепту појаве болести услед неравнотеже јин и јанг енергија или загушења чи енергије, обзиром да не постоји инструмент (попут пулсметра или мерача крвног притиска) па чак ни јединице мере којом би се ове енергије могле квантификовати.
Анатомија и хистологија су доказале да се крв креће венама, артеријама и капиларима, мапирала је њихов положај у људском телу и није пронашла додатне меридијане којима би се могла кретати крв, нити канале којима би се могла кретати чи енергија. Савремени терапеути традиционалне кинеске медицине ове меридијане представљају као претпоставке (идеје) које су корисне у клиничкој пракси. Хемијски састав крви (и белих и црвених крвних зрнаца) је испитан и не даје назнаке о постојању чи енергије.
Многи терапеути акупунктуре сами одбацују тврдње о постојању ових енергија На основу више истраживања закључено је да ефикасност акупунктуре није већа од плацебо ефекта. Зато др Едзар Ернст, у својим истраживањима наводи да су доказа о ефектима акупунктуте ниске уверљивости, и да зато неки од акупунктуролога због недостатка јесних доказа све више користе речи „пробно“ и „могуће“ и наводи, „док постоје провизорни докази да би акупунктура могла бити ефикасна код неких облика болова и мучнине, не постоје никакави јасни медицински бенефити акупунктуре у другим ситуацијама њен основни концепат је бесмислен.“
Супротно овим истраживањима постоје и новија истраживања о принципима акупунктуре, која су указала на постојање електронадражљивости у акупунтурним тачакама, чијом се провокацијом, по модернијој теорији, постиже излучивање ендорфина, ектофина-окситоцина који ублажавају бол, уз истовремену активацију дела мозга под називом лимбус (лат. cortex cingulate). Остала деловања акупунктуре се објашњава и деловањем ових система:
- Неурохуморалниог (нервног система), који укључује централне неурохуморалне и неуропептидне механизме, периваскуларну симпатички активацију и периферна аферентна нервна влакна.
- Циркулаторног, који преноси биомолекуларне елементе локално и централно, који узрокују промене у ћелијама акупунктурном стимулацијом.
- Лимфног, који служи као „медијум“ за лимфну циркулацију дуж фасција и периваскуларног интерстицијског простора,
- Електромагнетског или биоинформатички систем, који активиран акупунктурном стимулацијом делује на статички електрицитет на површини ћелија, и на јонску миграцију у међућелијској течности.

#### Кинеска материја медика
Кинеска материја медика је референтна књига са свим потребним информацијама о лековитом биљу које се може користи у лечењу. Многи фармацеутски производи своје порекло дугују кинеском лековитом биљу. На лековито биље и њихове лековите састојке утичу многи фактори; географска локација, време и начина прикупљања, сушење и процес складиштења, а многе биљке и препарати сачињени њиховом прерадом имају на десетине активних састојака, тако да све то онемогућава стандардизацију и отежава њихову примену.

#### Акупунктура
Акупунктура, је метода ТКМ која се заснива на убадању игала у специфичне (акупукутурне) тачке тела у циљу лечења. Први пут се помиње у делима Хуан Ђи Неијинга која су објављена од [[3. век|location=London |publisher=Churchill Livingstone |year=1998|pages=62 |editor=Filshie J, White A,|title= Medical acupuncture: a western scientiﬁc approach}}</ref>.
Сваки меридијан има почетак у неком органу, који се често назива унутрашњим делом меридијана. Неки од њих својим током долазе у релативно површинске слојеве, док други остају у дубљим слојевима. У људском телу постоји 14 главних меридијана и 361 класична акупунктурна тачка. Сваки меридијан одговара одређеном функционалном подручју. Канали се деле у јин и јанг и на сваком екстремитету се налази почетак по три канала. Са руке полазе три јин канала (плућа, перикард, срце) и три јанг канала (дебело, танко црево, Сан Јиао). Са ноге полазе три јин канала (слезина, јетра, бубрег) и три јанг канала (желудац, жучна кеса, мокраћна бешика). Ки тече дуж канала унутрашњим и спољашњим путевима који се рефлектују на кожи пацијента.
Акупунктурне тачке омогућавају да се убадањем металних игала, у њих, регулише енергетски ток у одређеном функционалном подручју. У тим тачкама након убода поново се успоставља проток енергије тамо где је он поремећен или прекинут, и тако успоставља равнотежа у целокупном људском организму.
Бројна истраживања новијег датума указала су на присуство електронадражљивости акупунктурних тачака. По модернијој теорији провокацијом акупунктурних тачака постиже се излучивање ендорфина, ектофина-окситоцина који ублажава бол, при чему се највероватније активира део мозга под називом лимбус (цингуларни кортекс).

### Ајурведа
Ајурведа или ајурведа медицина што на санскриту  значи „наука о животу", је традиционална индијска наука о здрављу (стара колико и људска раса), чији се принципи лечења заснивају на светом и природном начину живљења. Индијска медицина, ајурведа, посматра и анализира људски живот и његово здравље кроз јединство тела, духа и ума.

### Натуропатија
Као медицински систем натуропатија је настал у Америци крајем 19. века, на основама европске традиционалне медицине. Она се заснива на схватању да је болест манифестација измењених процеса које организам по природи ствари сам исцељује, а натуропатски систем није у лечењу обољења, већ у повратку на здравље. Натуропатски лекар се не бори са болешћу већ, ослањајући се на природно исцељење, виталну енергију и интелигенцију организма, и покушавају да поново успостави његово нормално и здраво функционисање.
Натуропатија се највише примењује у САД, Европи, Канади и Аустралији. Само у САД до краја 1920. било је 22 колеџа у којима су се стицала дипломе за ову врсту лечења, које је званично било одобрено и примењивано у 26 држава у САД. Под притиском савремених медицинских кретања, у другој половини 20. века, дошло је до затварања већине ових установа, тако да их данас у САД има само око пет.
Постоји шест базичних натуропатских принципа који се примењују у Северној Америци, који нису истоветно прихваћени од стране других натуропата, и то су:
- здравље је снага природе,
- идентификација и третман узрока обољења,
- концепт, најпре не шкодити (примум нон ноцере),
- терапеут је учитељ,
- лечење комплетне индивидуе и
- превенција.

У процесу исцељења натуропатија примењују следећа четири поступка:
- поново успостављање услова за здравље,
- стимулација виталне снаге,
- усклађивање и уједначавање ослабљених органских система помоћу тоника, исхране
- изградња системске хармоније организма.

Натуропатски терапеут на основу симптома најпре мора да утврди природу обољења и узроке који га изазивају, а затим да предложи начин уклањања штетних чинилаца или њихово ублажавање. Придржавајући се ових принципа у терапију се укључују дијете и дијететски суплементи, лековито биље, ТКМ, хидротерапија, масажа и здрав стил живота. Овај протокол, комбинован заједно са лечењем лекара опште праксе, сматра се најпогоднијим терапијским приступом оболелој особи.

### Хомеопатија
У 18. и 19. веку, када су методе лечења биле више неуспешне, него успешне, немачки лекар Самуел Ханеман (1755-1843), по први пут у историји медицине формулисао је законе и принципе који управљају здрављем и болешћу и доказао их кроз сопствену праксу. Тако је настала „наука“ која је названа: Хомеопатија. Полазећи од претрпоставке да сваки организам поседује урођену способност за самоисцељење, а да лечење не би требало да се састоји, од уклањања симптома, него у подстицању "унутрашњих снага" организма за самоисцељење, Ханеман је извео основне постулате хомеопатје.
Принципи хомеопатије
Ако пацијента посматрамо као тоталитет онда је јасно да се поремећај у његовом телу не може манифестовати само на физичком нивоу. Пацијент је у болести у различитим степенима поремећена на свим нивоима функционисања: менталном, емотивном и физичком. Између ова три нивоа постоји потпуна међусобна повезаност и интеракција. Зато они никако не могу бити одвојени. У случају болести, што представља поремећај јединства функција у организму, манифестације поремећаја јављају се на сва три наведена нивоа, при чему је ментални ниво најважнији у хијерархији сагледавања поремећаја. Зато хомеопати морају потпуно да сагледају и схвате сваки од симптома који се јавља код пацијента и да их повеже са целином његовог стања. Хомеопати ће најважнија информација из узете анамнезе, бити управо начин реаговања одбрамбеног механизма на надражаје из динамичког окружења, који све време на много начина утичу на организам пацијента. Ово је хомеопати важно због тога што ће свака индивидуа различито реаговати на ове надражаје, и што ће се реакција првенствено одвијати у складу са његовом личном конституцијом. Поред основних информација о томе на шта се особа жали, хомеопати је потребно и много информација о свим аспектима живота те особе и на који начин особа доживљава свој проблем. На основу овако прикупљених информација о специфичности пацијентове конституције хомеопати прописују хомеопатске супстанце („лекове“).

## Медицина ума и тела
Мудар човек од давнина зна да је његово „сопство“ испуњено и самодовољно онда кад је уједињено с телом, чулима и умом. То најбоље илуструје древна санскритска изрека која каже;
Тело је кочија, чула су коњи, чулни објекти су путеви, ум су узде, интелигенција је кочијаш, „сопство“ је путник.
Полазећи од ове санскритске изреке можемо рећи, да се медицина ума и тела темељи на интеракцији можданих и телесних функција уз утицај карактера, емоционалних, менталних, социјалних, духовних фактора и понашања на здравствено стање човека. Ово је основа за примену поступака медицине ума и тела којом сваки појединац може да подигне ниво знања и повећа капацитет одбрамбених снага.
Поступци медицине ума и тела који промовишу здравље обухватају; релаксацију, хипнозу, визуелну имагинацију, јогу, медитацију, биофидбек, таи чи, чи гонг, когнитивно-бихевиоралну терапију, групну подршку, аутогени тренинг, спиритуализам и молитве.
Почевши од 1960. предмет многобројних истраживања била је интеракција ума и тела. Резултати клиничких студија су указали на повољне ефекте примене биофидбек поступака код неких обољења (рехабилитације код коронарних обољења, мигрене, хроничног бола у леђима), као и когнитивно-бихевиоралне интеракције и хипнозе, уз јасне доказе да изазивају физиолошке ефекте.
Ова терапија поправља расположење и квалитет живота оболелих од карцинома који примају хемиотерапију, делујући на смањење муке, гађења и повраћања.
Пријемчивост за респираторне инфекције под утицајем стресогених чинилаца употребом поступака медицине ума и тела је смањена уз побољшање имунолошких параметара.
Технике и поступци медицине ума и тела представљају најзаступљенији вид традиционалне медицине у 2002. Пет релаксационих техника, аутогени тренинг (биофеедбацк), терапија визуелизацијом (визуелна имагинација) и хипнозу примењивало је око 30% одраслих становника САД, док је медитацију и молитву користило 50% Американаца.

#### Основе деловања медицине ума и тела
Хипократ је препознао значај духовног и моралног аспекта у лечењу и веровао је да нема успешне терапије без разматрања личног става оболелог, утицаја спољашњих чинилаца и деловања природних лекова. Зато се централна парадигма медицине ума и тела састоји у томе да она болест сагледава у облику личног превазилажења, развоја и трансформације, а терапеут у њој служи као катализатори и водичи у том процесу.
Основу за алтернативну примену терапеутских поступака које нуди медицина ума и тела чине резултати многих клиничких испитивања која су утврдила да постоје механизми којима мозак остварује утицај на имунске, ендокрине и аутономне функције, а они су од значајног утицаја на здравље и болест.
Посебно су комбинације релаксационих техника и бихевиорално-когнитивних интервенција усмерене на превазилажење стреса погодне за додатни третман коронарно исхемијских обољења и артритиса, а комбиноване са едукационо-информативним компонентама дају повољне резултате као додатни и палијативна третман хроничних обољења
Велики технички напредак науке и примена савремене дијагностичке опреме створиле су од лекара парцијалног посматрача болести и његово „отуђење“ или одвајање од човека (пацијента), па се често у медицинској пракси чује „да лекари не лече болесника већ болест“. Колико је ово погрешан приступ најбоље показују радови Waltera Cannona и Hansa Selyea који су у првој половини 20. века, испитујући стресне реакције, доказали да претећи чиниоци по организам, попут хладноће, прекомерне топлоте, претње казном, изазивају патофизиолошке реакције које се манифестују неуро-ендокрино-имунским поремећајима који могу бити тако озбиљне да могу резултовати и смртним исходом.

#### Физиологија очекивања (плацебо ефекат)
Плацебо је супстанца без конкретних фармаколошких активности против болести, која не поседује својство лека, а примењује се да код пацијената изазове физиологију очекивања о постизању добробити (плацебо ефекат), или се користити као контрола у клиничким истраживањима како би се одредила ефикасност потенцијалних нових лекова.
 Потребу за истраживањем утицаја свести на обољење (плацебо ефекат) покренула су запажања, енгл. Henrya Beechera америчког лекара и утицајне личности за развој медицинске етике, који је током Другог светског рата открио да се болови повређених војника могу купирати давањем инјекција физиолошког раствора (плацеба) уместо морфина, али само под условом да они не знају за ову „превару“. Хенри, који је тај ефекат назвао плацебо ефекат, каснијим испитивања утврдио је да су у 35% случајева терапијски ефекат било ког лека повезани са веровањем пацијента да употребљена супстанца има предочено дејство.
Сматра се да је плацебо ефекат посредован како когнитивним, тако и механизмима аутоматског увежбавања. О улози ових механизама у различитим околностима веома се мало зна. Плацебо одговор представља аутономну реакцију на коју се не може свесно утицати (попут секреције хормона, активирања унутрашњег опиоидног система итд), која настаје као резултат очекивања болесника да ће се његово стање нормализовати под утицајем примењеног лечења.
У истраживачкој студији у којој је примењена позитрон емисиона томографија мозга установљено је да се код оболелих од Паркинсонове болести, као одговор на плацебо, ослобађа неуротрансмитер допамин. Ослобађање допамина је било добро изражено и посредовано кроз активацију нигростријаталног допаминергичког система који је код паркинсоничара оштећен. Ови резултати показују да је плацебо ефекат посредован формираном аутономном реакцијом која подразумева ослобађање допамина који има снажан утицај на функционисање неуралне мреже и да то може бити од помоћи у третирању оболелих од Паркинсонове болести.

## Биолошки заснована пракса

#### Примена биолошки засноване праксе

##### Дијететски суплементи
Како је предуслов за одржавање доброг здравља правилна и разноврсна исхрана, установљено је да се уношењем одговарајућих нутритивних (хранљивих) састојака може спречити настанак многих обољења. Тако у групу нутритивних састојака који могу допринети побољшању здравља и превенцији неких болести спадају и дијететски суплеметни или допуне у исхрани.
Дијететски суплементи су производи који својим активним састојцима могу да помогну, појачају или асистирају јачању природних функција организма. У директиви (енгл. Dietary Supplement Health and Education Act of 1994) Америчке канцеларије за дијететске суплементе, они се дефинишу као:  „производи (сем дувана) који су намењени суплементирању исхране и који у себи садрже једну или више следећих компоненати: витамине, минерале, биљке и друге биљне производе, аминокиселине, дијеталне супстанце које повољно утичу на унос хране, концентрате, метаболите, конституенте, екстракте или разне комбинације ових компоненти.“
Дијететски суплементи спадају у категорију хране, и не могу се назвати леком,  али се за њих може тврдити да помажу здрављу и да су пожељни у исхрани. Зато се на дијететским суплементима не би смеле истицати декларације; „да они служе у сврху постављања дијагнозе, лечења и превенције било које болести или стања“. У „Директиви за исхрану Европске уније 2002/46/EC“ из 2002. захтева се да дијететски суплементи буду безбедни у погледу доза и чистоће. Само они дијететски суплементи за које је доказано да су безбедни могу се наћи на тржишту ЕУ и продавати без лекарског рецепта.
Скраја 20. века у свету је започео процес перманентног пораста интересовања, све већег броја људи, за коришћење дијететских суплемената или додатака у исхрани. Тако је само у Европи током 2003. трговина биљним препаратима достигла ниво од 5,3 милијарде долара (Немачка 2,1, Француска 1,1 док су све остале земље ЕУ у ту сврху потрошиле 2,1 милијарду долара) Оваквом интересовању и потрошњи умногоме је допринела све агреагресивнија рекламна кампања произвођача дијететских суплемента који нуде биљне суплементе у циљу унапређења општег здравља, поправљања енергетског стања и кондиције, и спречавања и лечења разних обољења. Зато дијететске суплементе најчешће користе особе са различитим здравственим проблемима, међу којима и многе које имају тешка обољења попут тумора, алкохоличари или гојазне особе

### Технике засноване на манипулацији тела
Примена техника заснованих на манипулацији тела (наведених у наставку текста), показује значајан пораст у развијеним земљама света. Тако у САД, од свих посета терапеутима који се баве традиционалним медицинским поступцима манипулација телом, око 50% отпада на посете хиропрактичарима и терапеутима који пружају услуге масаже.
Бројне технике које су засноване на манипулацији тела, своје извориште имају у традицоналној медицини Кине, Индије и Египта, али неке попут хиропраксе и остеопатије настале су с почетка 20. века у САД. Основни принципи ових техника засновани су на манипулацији појединим органским системима тела, као што су нпр. коштано-зглобни систем, циркулациони систем и лимфни систем. Тако у току терапије хиропрактичари и остеопати користе брзе покрете, масажисти користе снажне и споре покрете, док се у краниосакралној масажи покрети искључиво нежни. Многи терапеути поседују основна знања из анатомије и хумане физиологије. Упркос разликама између терапеута које углавном проистичу из покушаја терапеута да поступак прилагоде свакој особи понаособ, постоје и заједнички принципи који у себи обједињавају многе групе међусобно хетерогених техника.
Заједничко свим овим техникама је прихватање међузависности различитих органских система који имају велику моћ саморегулације. Овим методама у људском телу се јача способност да превазиђе поремећај уз помоћ терапеутску интервенције која се концентрише на онај део за који свака техника понаособ сматра да је централни.
„Без обзира на широку примену ових техника оне нису још достигле ниво да буду признате као научне дисциплине равноправне са класичном медицином. У многим студијама наводе се позитивни ефекти манипулативних техника и указује на њихову безбедност, али истраживачи који се баве изучавањем механизама који леже у основи појединих манипулативних техника наилазе на велике потешкоће које још увек нису задовољавајуће разрешене. У њиховим изучавањима нема јасно дефинисаних животињских модела, нема мултидисциплинарних клиничких студија, нема методолошки јасне истраживачке концепције услед различитости које владају у институцијама где се стиче знање о манипулативним техникама и постоји помањкање адекватне примене савремних истраживачких технологија. Упркос многим интересантним експериментним запажањима права природа механизама деловања манипулативних техника слабо је разјашњена и, у литератури која се тиме бави, приметна је празнина. Посебно недостају: прецизна биомеханичка карактеризација примењене манипулације како од стране терапеута, тако и од стране болесника; неадекватна и недовољна употреба савремених биохемијских и „скрининг“ техника; подаци о анатомским, физиолошким и биохемијским променама које се догађају током и после третмана; веома оскудни подаци о физиолошким медијаторима који су укључени у позитиван клинички исход..“

Клиничке студије показују, да спиналне манипулативне технике нису ефикасне када је у питању третирање повишеног крвног притиска, астме и дисменореје, али да имају позитиван учинак у лечењу мигрене, тензионе главобоље и слаб краткотрајан учинак код особа које имају болове у врату .
Не постоје и студија које би упоређивале ефикасност различитих манипулативних техника, као и опште студије о томе колико су болесници задовољни резултатима лечења неком од манипулативних техника. Али постоје подаци да је већина пацијената задовољно хиропраксом и масажом
Како постоји велики број ових техника, опис њихових основних принципа дат је у најкраћим цртама у наставку текста:
Хиропракса
Основне поставке хиропрактичке филозофије су да је здрав, јак, еластичан и уравнотежен кичмени стуб основ за нормално функционисање и размену информација између различитих делова тела и органских система, са једне стране, и мозга, са друге стране.
Хиропракса полази од чињенице да су различите дисфункције на нивоу кичменог стуба узрок поремећаја, и да се зато хиропрактичарском манипулацијом (намештањем кичмених пршљенова, то јест њмеђупршљенских зглобова, и других зглобова, тетива и мишића) обнавља биомеханичка равнотежа кичменог стуба и успоставља нарушена равнотежа и функција органских система.
Остеопатска медицина
Остеопатска медицина заснива се на четири остеопатска принципа:
- тело је повезана целина;
- структура и функције су међусобно повезане;
- тело поседује механизме за самоизлечење и самоусклађивање и
- остеопатски третман се заснива на примени поменута три принципа.

Придржавајући се ових принципа, истсовремено пратећи развој медицинске науке и усмеравајући се ка болеснику лекари остеопатске медицине га процењују у целини. Без обзира да ли прописују лек, примењују манипулацију, операцију или психотерапију, они болеснику објашњавају све поступке, и уливајући му сигурност, активно га укључују у процес излечења.
Првенство у дијагностичком поступку остеопатска медицина има на процени осетљивости, асиметрији, ограниченој покретљивости и промени текстуре ткива, а од органских система примат имају нервни, мишићни и коштани систем.
Главни терапеутски принципи остеопатске медицине је манипулација зглобовима, која је комбинована са физикалном медицином и саветима за исправно држање тела.
У САД лекари остеопатске медицине су јако цењени и признати (са неограниченом дозволом за рад) и чине око 5% свих лекара, и збрињавају око 10% Американаца.
Краниосакрална остеопатска терапија
Краниосакрална терапија је облик мануелне терапије која има за циљ да хармонизује функције различитих телесних система. Заснива се на принципу да ЦНС пулсира одређеним ритмовима, а да церброспинални ликвор, крв и лимфа прате те пулсације. Чврсте овојнице мозга (дура матер) омогућавају њихово преношење на нивоу лобање, кичменог стуба и сакрума. Добро увежбана особа осећа ове пулсације и када примети искривљени набој и ограничену покретљивост, на томе делу примењује благу масажу, али и много већу силу, што зависи од познавања анатомије, што треба да омогући успостављање нарушене равнотеже у организму пацијента.
Ролфинг
Ролфинг техника која је раније називана структурна интеграција или повезивање заснива се на принципима способности опуштања, које побољшава повезаност структура, функција и енергетску организацију тела у односу на силу земљине теже. Ролфинг је у истој мери филозофија и конкретна терапија додиром која захтева опуштање у равнотежи са самим собом и силом земљине теже, чиме долази до уравнотежења тела, уклањање бола, укочености и хроничног стреса. Као средство опуштања ова техника постала је популарна код бизнисмена који рада и живе убрзим ритмом.
Александерова техника
Александера техника учи човека и показује му начине како да поправи своје држање и кретање и да поједине мишиће користи правилно и ефикасно. Сама техника је више едукативна него терапијска метода.
Бовенова техника
Ова манипулација користи нежну масажу мишића и тетива преко њихових акупунктурних рефлексних тачака чиме се постиже опуштање напетости и успоставља равнотежа у оболелом делу тела.
Фелденкраисов метод
Применом ове едукативне технике на индивидуалном плану се пасивним покретима и додиром болеснику побољшава свест о сопственим покретима, а потом се спорим активним покретима усмереним на различите људске функције покушава поново он научи извођењу правилних покрета.
Рефлекслогија
Рефлексологија или терапија зона је метод масаже, стискања или гњечења стопала (ређе дланова и ушних шкољки), у пределу „рефлексних зона“ у којима су мапирани органи тела. Ова техника, позната и као манипулација телом, заснива се на принципима традиционалне медицине о кретању енергије кроз тело, чијом се блокадом или стимулацијом може постићи оздрављење.
Рефлексологија је веома стара метода, која се примењује више од 3.000 (6.000) година у Кинеској, Тајландској, Индијијској, Египатској и другим културама Света. Међусобна повезаност рефлекогених зона на стопалима и органима у телу била је познат и древним египатским лекарима, који су ове зоне сматрали „улазним вратима ка мистеријама тела“.
Индикације за примену ове методе су; поремећаји дигестивног тракта; респираторне болести; слаба циркулација; локалних обољења стопала, ноге, глежњева, бокова и колена; задржавања течности (едем); анксиозност и лупање срца; главобоље, неуралгије; стресна стања; мучнина; поремећаји функција репродуктивног система код мушкараца и жена, итд.
Иако неме специфичних контраиндикација, постоје и ограничења за примену масаже стопала као што су тромбоза крвних судова, проширене вене доњих удова и трудноћа.
Туина
Метода Туина представља један од видова акупунктуре, која се користи у Кини око 2000 година. Туина заснива се на теорији традиционалне кинеске медицине о проток животне енергије qu (у преводу чи), која кружи по телу одређеним путевима или меридијанима, који служе као основа за оријентацију у терапији. Несметани ток виталне енергије предуслов је енергетске равнотеже и психофизичког здравља организма. Различити спољашњи фактори (негативна зрачења, хладноћа, повреде, бактерије), као и унутрашњи (негативне емоције, стрес, бес, туга), могу изазвати неравнотежу. Тада ће се пореметити или зауставити проток qu (у преводу чи) енергије, што ће узроковати поремећаје у психофизиолошки функционисању организма, а може довести и до болести. Према овом учењу, поремећени или прекинути ток виталне енергије може се поново успоставити применом масаже и других техника Туина на одређене тачке које се налазе изнад линија, односно „меридијана“, чиме се поново успостаља складан проток Чи кроз систем канала и колатерала, што омогућава телу природно излечење.
Лечење Туина методом се изводи тако што практичар прстима врши дозирани притисак и масажу акупунктурних тачака. У ствари, код Туина ради се о акупресури при чему интензитет притиска прстију на акупунктурне тачке може бити различит. Лечење овом методом се може изводити и уз употребу кинеског биља и разних вибратора. У типичноој Туина сеанси, пацијент, носи широку одећу и без обуће, лежи на терапеутском столу или на тепиху, на поду. Терапеут након испитивања специфичних проблеме пацијента почиње да примењује посебан протокол лечења, мануелну акупресуру која је усмерена ка специфичаним болним подручјима, и њиховим акупунктурним тачкама, енергетским меридијанима, у мишићима и зглобовима. Сеанса траје од 30 минута до 1 часа. У зависности од специфичних проблеме пацијента, терапеут може спровести и додатне третмане.
Масажа
Лечење масажом обухвата различите врсте манипулације меким ткивом тела, примењујући притисак и покрете. Масажа је као терапија примењивана у свим познатим цивилизацијама, а данас постоји много њених модалитета. Најпознатији модалитети масаже су:
- традиционална европска масажа,
- шведска масажа,
- спортска масажа,
- масажа дубоких ткива,
- савремена западна масажа,
- Трагер техника,
- ручна лимфна дренажа,
- живчано–мишићна масажа,
- Есален масажа,
- источњачка масажа (шииатсу-масажа прстом), итд.

## Енергетска терапија
Енергетска терапија је део традиционалне (комплементране и алтернативне) и заснована је на коришћењу енергетских поља која се могу мерити и оних која се не могу мерити, али се претпоставља да постоје.
Енергетска терапија, је често познатија под и називом биоенергетска терапија, и још увек је суочена са низом проблема, који проистичу из чињенице да не постоје јасно дефинисане и емпиријски, на задовољавајући начин верификоване терапијске процедуре и терапијска средства којима се она користи.